# アンドロメダ (宇宙戦艦ヤマト)
アンドロメダは「宇宙戦艦ヤマトシリーズ」に登場する架空の宇宙戦艦。デザイン担当は宮武一貴で、艦橋部分は松本零士が担当。関連作品に登場する艦についても本項で併せて記述する。

## 概要
『さらば宇宙戦艦ヤマト 愛の戦士たち』（以下、『さらば』）、『宇宙戦艦ヤマト2』（以下、『ヤマト2』）の2作品に登場。対ガミラス戦役後、再建復興した地球が新たに建造した、アンドロメダ級宇宙戦艦一番艦にしてネームシップ。地球防衛軍連合宇宙艦隊旗艦。西暦2201年就役。同年戦没。
艦名はギリシア神話の女性・星座・天体のアンドロメダに由来する。なお、当時の設定資料においては、絵図に添えて書かれている題名表記が「アンドロメダ」ではなく「新造戦艦」となっている。初期案では「しゅんらん」という名の600メートル級巨大戦艦という設定であった。

## デザイン

### 経緯
『さらば』に登場する地球の戦闘艦のうち、護衛艦と並んで最初にデザインされた艦であり、この2種類のデザインの間を埋めるようにほかの艦艇がデザインされていっている。
本艦のデザインは宮武一貴がほぼ全面的に手掛けているが、艦橋だけは松本零士によるデザインとなっている。当初、艦橋部は左右に主力戦艦のものと似た形状のアンテナがあり、頭頂部に駆逐艦の艦橋後部についているものと同じ「脱出ポッド」が備えられているデザインだった。しかし、ヤマトに対抗できる迫力が出せていないと感じた宮武に相談された松本は、それに応じてアンテナ部を埋めた幅広の艦橋をデザインした。それを宮武がクリンナップし、決定稿となった。

### パース絵
設定の三面図と異なり、劇中で描かれる際のアンドロメダは、艦首に向かってパースが非常に強く利いた画となっている。
このパース画はファンの印象に強く残っており、立体化などの際の鬼門となっている。バンダイの超合金魂GX-58「地球防衛軍旗艦アンドロメダ」が製作される際には、三面図からそのまま立体化するだけでは雰囲気を再現できなかったため、艦首周りをあえて大きく設計し直している。PS版『さらば宇宙戦艦ヤマト 愛の戦士たち』が開発される際にも、3DCGによる描写を考慮して立体的に合うように直すと別物となってしまうため、艦橋のセイル後方部分を直してボリュームを出す形でリデザインされた。『2202』でも、後述のようにパース絵の再現を優先したデザインにされている。

## 諸設定

### 立ち位置・背景設定
上記の通り、地球艦隊の旗艦という立ち位置にいる。劇中では「宇宙の平和を守るリーダーとしての地球」の象徴として扱われており、期待の新鋭戦艦として華やかに登場する。
『ヤマト2』ではそれに加えて、「軍上層部がガミラス戦でのヤマトの勝利を艦の性能だけによるものと錯覚したため、徹底した自動制御システム（後述）が構築された」という開発の背景事情も設定されている。劇中では、この自動制御化の傾向に疑念を持つ者もおり、第2話で真田志郎が本艦に対して「戦いは人間がするものである」という理念から「戦艦ではなく戦闘マシーン」「血の一滴も通わないメカニズムの結晶」と非難し、「今の地球そのもの」とも述べるなど、メガロポリスと同様に精神性を喪失し退廃する物質文明の象徴として、批判的に描かれている。

### 艦体解説
艦型
『さらば』『ヤマト2』の劇中年代である西暦2201年時点における、地球防衛軍の宇宙戦闘艦の中で最大の艦体規模を有する10万トン級宇宙戦艦である。主力戦艦と似通った意匠のみられる紡錘形艦体に、六角形の波動砲口を装備した艦首を持つ艦型をしており、一般配置に関してはヤマトと同じ塔状艦橋・3連装主砲塔形式となっている。また、艦首の舳先には、突起状構造物を持つ。底部に増槽タンク状の構造物を懸架しているが、当時発売のプラモデルではこれを「補助エンジン」と表記している。
主機
ヤマトに搭載されたイスカンダル設計の波動エンジンを地球側で改良した、小型軽量でありながら高出力の新型波動エンジンを搭載している。メインノズルを艦尾中央に1基、それを取り囲むようにサブノズルを4基搭載している。これによりアンドロメダはヤマトよりも大型でありながら、より優速となっている。
装備
主兵装として、拡散波動砲を2門を艦首に左右並列に配置している。強力な増幅装置を持ち、『ヤマト2』劇中ではヤマトの2倍の威力があると語られている。通常火器は、主砲として、ヤマトの波動砲と同等の射程距離を誇る、高性能の3連装衝撃砲を4基装備しているほか、ヤマトの第二艦橋に相当する位置には、艦橋と砲が一体化した5連装大型艦橋砲が配置されている。副砲は装備しておらず、ほかには艦首ミサイル発射管が4門とミサイルランチャーが18門、対空火器も連装と三連装のパルスレーザー砲が各2基と艦の規模に比してシンプルなものとなっている。
また、特殊装備として対潜宙艦捜索機器のソナーがある。劇中では照明弾的な演出で、『さらば』のみに登場する。
艦載能力
艦載機搭載能力を持ち、艦後部側面の2基のサブノズル間に艦載機発進口、艦底部に大型機発進口があるが、アニメ作品ではいずれも未使用。
艦内
艦橋内のデザインはヤマトと類似しており、天井部のスクリーンは4枚を縦横2列ずつ並べる配置となっている。艦内の主要通路はヤマトと同様のオートウォーク式だが幅は広く、天井も高く、居住環境はかなり良好である。
波動エンジンの制御や作動は、ロボットが行なっているため、機関部員は存在しない。また、主砲はレーダーとコンピュータが直結した無人仕様となっており、砲塔内には砲術要員の座席も存在しない。このような大幅な自動化のため、乗員数は95人と、初航海時のヤマトの114人の8割程度となっている。

### 同型艦
『ヤマト2』では、土方が白色彗星帝国に対抗するために第10話では5隻、第15話でのテレザートにいるヤマトからの報告後は10隻以上の同型艦が必要という認識を持っており、急ピッチで2番艦以降が建造中だったが、速度を上げた帝国本体による侵攻の繰り上げにより、同戦役に間に合わなかった。

その後、『宇宙戦艦ヤマト 復活編 ディレクターズカット版』には、アンドロメダ級の12番艦「アンドロメダA12」が登場している。

## 劇中での登場
さらば宇宙戦艦ヤマト 愛の戦士たち
冒頭の進水式にて初登場。宇宙の平和を守るリーダーである地球のシンボルとして紹介され、テスト航海に出航する。その際、帰還した古代進が艦長を務める護衛艦と上空で擦れ違い、その圧倒的量感で地球の復興を印象付ける。
その後、中盤で地球艦隊を率いて白色彗星帝国のバルゼー艦隊と土星空域で交戦し、敵艦載機部隊や潜宙艦隊を多数撃破し、敵本隊を拡散波動砲によって一撃で壊滅させる。白色彗星には艦隊全艦による拡散波動砲の一斉射撃をかけるも、拡散が災いして彗星の核を貫けず、白色彗星の渦に飲み込まれて連合艦隊もろとも消滅する。
宇宙戦艦ヤマト2
本作では主要キャラクターである土方竜が艦長を務めている。
第1話で初登場し、テスト航海に出航する際、帰還するヤマトが同一航路に進入し、互いに進路を譲らないままニアミスをする。第5話では、無断発進したヤマトと火星からアステロイドベルトにかけて追撃戦を演じ、木星軌道において対峙するが、古代の決意を汲んだ土方の指示で見逃す。
その後、第18話では土方の命令で太陽系第一外周艦隊と共に土星タイタン基地に集結し、第21話では地球連合艦隊を率いてバルゼー艦隊と交戦する。火炎直撃砲のロングレンジ攻撃に苦しめられるが、バルゼー艦隊を土星の輪の中におびき寄せ、火炎直撃砲発射時の高熱による輪の氷塊の水蒸気爆発で混乱させた隙に反撃に転じて砲撃で殲滅し、勝利する。その直後、ワープアウトして出現した白色彗星には拡散波動砲の一斉射撃をかけ、彗星の中性子ガス体を払うことに成功するが、本体である都市帝国が無傷のまま出現する。拡散波動砲の使用直後だったこともあり、強力な連合艦隊の砲撃すら中性子防御幕にまったく通用せず、都市帝国の反撃を受けて全滅する。本艦も多数の巨大回転ミサイルを被弾、主砲で反撃し続けるも艦橋に複数の同ミサイルが直撃し制御不能のまま都市帝国に激突、轟沈する。この際土方が死の間際に古代に伝えた都市帝国の攻略法を以て、ヤマトは都市帝国攻略戦に挑むこととなる。

## リメイクアニメ
『さらば』『ヤマト2』のリメイク作品『宇宙戦艦ヤマト2202 愛の戦士たち』では、設定が再構築され、玉盛順一朗によってリデザインされている。
艦種名が「前衛武装宇宙艦」となっている。また、「アンドロメダ級」という艦級名でも呼ばれている。『ヤマトよ永遠に REBEL3199』では、艦種名は国連宇宙海軍時代よりある「宇宙戦艦」に変更されている。識別番号は「AAA-〇」であり、「AAA」は「Advanced Ability Armament（高度な能力の武装）」の略とされている。
旧シリーズと異なり多数の同型艦・派生艦が登場し、続編『宇宙戦艦ヤマト2205 新たなる旅立ち』『ヤマトよ永遠に REBEL3199』でも引き続き登場している。この項では、旧作のアンドロメダにもっとも近い艦型・機能を有する4隻について記述する。

### 立ち位置・背景設定 (リメイクアニメ)
地球イスカンダル和親条約を反故にし、地球政府の新政策（波動砲艦隊計画）に基づいて建造された新鋭艦。1番艦のアンドロメダは、地球連邦航宙艦隊の総旗艦である。
ガミラスのガイデロール級航宙戦艦をベースに開発された戦艦「クラスD」を、さらに発展させた特別仕様とされている。また、自動化の促進により乗組員の数が大幅に減っており、200名程度となっている。地球上で発生した時間の流れが異なる特殊空間「時間断層」を用いることで、短期間で開発・建造を成し遂げた。
『2202』でのアンドロメダは、「平和の捉え方を誤り、軍備拡張路線を進んで波動砲の封印を解くなどの迷走をする地球の象徴」として描かれている。本作の脚本の福井晴敏は、「『かっこよさ』というよりも『禍々しさ』『怖さ』を意識して描いている」と述べている。
『2202』の物語開始時点では、アンドロメダを含めて同型艦が5隻登場する。そのうち3隻がアンドロメダをはじめとする戦艦型で、残りの2隻は空母型となっている。その後は物語の進行にともない、前述の5隻以外にも無人艦アンドロメダブラックなどの多数の派生艦が登場している。識別番号がAAAから始まる艦は有人型として設計・完成されており、無人型と区別して「初期アンドロメダ級」とも呼ばれる。続編の『2205』『3199』では、時間断層の放棄によって軍艦の無人化計画がとん挫したため、有人艦である初期型が優先的に修繕・再配備されている。

### 艦体解説 (リメイクアニメ)
艦型
旧デザインからほぼ変わっていないが、細部のバランスを調整して旧デザインのパース絵の雰囲気を立体で保てるようにされている。前述の通り、アンドロメダは極端なパースで描かれるため、三面図とパース絵の間の接合性が薄い。『2202』では、コンセプト段階で三面図とパース絵のどちらを目指すのかと玉盛が本作の監督である羽原信義に確認したところ、パース絵の再現が選択された。
玉盛はデザイン上のコンセプトとして、造形面で「自動車デザイン」、意味的な面で「女神」「魔力」というものを設定している。艦体の形状はコークボトル的なものになっている。
旧デザインからのアレンジとして、波動砲口には側面から見て傾斜がつけられている点がある。これは旧デザインの三面図において、下面図の波動砲口の線が上面図よりも太くなっていることから、「これは線は2本重なったもので、実は波動砲口は斜めだという宮武のメッセージではないか」と玉盛が解釈したためである。さらに、正面から見た波動砲口の形状は1970年代の巨大ロボットをイメージし、八の字のタレ目のようになっている。
また、国ごとの設計の違いというものを表現するため、パネルラインの間隔などの細部の寸法には、メートル法ではなくヤード・ポンド法が用いられている。
羽原は、本アンドロメダを「決定版」と評価している。
装備
武装に関する設定は大幅に再構築されている。『2202』の作画面での方針が、「『2199』のような手描きでのディティールアップではなく、3DCGの段階でディティールを盛り込む」というものだったため、最初のデザインを行う時点でディティールが比較的詳細に描かれており、そこから機能・装備の設定として発展していったものも多い。
主砲は「40.6センチ三連装収束圧縮型衝撃波砲塔」という名称になっており、ヤマトの主砲と同じく実弾砲撃もできる設定になっている。実弾兵装は、艦首上部に「速射魚雷発射管」、安定翼の上下に「小型魚雷発射管」、両舷に「短魚雷発射管」と「多連装ミサイル発射機」を装備している。
対空砲の少なさは「物質転送機による小距離ワープ戦法に苦戦した教訓から、対空兵装がヤマトのものから一新された」という解釈になっている。パルスレーザー砲塔は旧設定と同じく司令塔の側面と基部に計4基設置されているもののほか、司令塔の背面基部に「拡散型パルスレーザー砲塔」1基が追加されている。また、艦の前方上面左右にある4つ穴の空いたバルジは「四連装対艦グレネード投射機」とされ、そのほかにも司令塔基部の「近接戦闘用六連装側方光線投射砲」や、空間衝撃波によって実弾を迎撃する「司令塔防護ショックフィールド砲」など、パルスレーザー砲とは異なる対空兵装の設定が追加されている。
本作から追加されたアンドロメダ級共通の装備として、波動砲口の上下に「重力子スプレッド発射機」が4基装備されている。発射されたエネルギー弾の着弾地点に重力フィールドを形成する装備で、攻撃に使用すれば小惑星群を消滅させ、防御面ではカラクルム級のインフェルノ・カノーネを防ぐほどの防御力を発揮する。艦隊によるマルチ隊形からの波動砲一斉射の際には、重力フィールドを前面に展開することにより、発射準備中の無防備な艦隊を防護するとともに発射された収束波動砲をさらに収束させ、巨大な波動砲として威力を向上させることが可能になる。発射機は波動砲口の排気口のようなバルジの後部に収納されており、使用時にバルジが収納されて発射機がせり上がる形で出現する。
拡散波動砲については拡散後の描写が変更されており、細い散弾状のビームが敵艦を貫くのではなく、太い状態で敵艦を破壊する広域殲滅兵器として描かれている。
艦体防御として「波動防壁」を使用でき、その性能はヤマトのものより向上しているとされている。
艦載能力
旧設定同様、艦載機の搭載能力を持っているが、艦底部の発・着艦口は大型機用ではなく通常のものとされている。旧設定において存在した舷側の発進口については不明。
艦内
艦橋内のデザインは旧デザインから一新されており、艦長・副長・戦術長（航海長を兼務）・通信長の4名のみで運用される仕様となっている。艦橋内部の照明の色はグリーン。なお、天井部のパネルスクリーンは旧作とは異なり、4分割されていない。
船体マーキング
『2202』では舷側を始めとする船体各所に艦名表記と地球連邦防衛軍のエンブレムが多数掲げられている。かなり主張の強いマーキングとなっているが、これは『2205』での追加設定にて「波動砲艦隊構想を内外に誇示するためのフォーマル・ドレスアップ・モード（礼装・儀仗運用）」ということにされ、同作にて「サービス・モード（通常運用）」という控えめのマーキングが新たに設定された。
艦名表記はフォーマル・ドレスアップ・モードでは「A番号 艦名 U.N.C.F. AAA-番号-就役年」となっているが、サービス・モードではシンプルに「艦名 AAA-番号」となっている。

### 劇中での登場 (リメイクアニメ)
アンドロメダ / アンドロメダ改
1番艦。『2202』に登場。艦長は山南修。青みがかった灰色の艦体色をしている。時間断層内のドックで建造されたため、2202年時の実際の艦齢は10年以上経過している。
第1話の「8番浮遊大陸奪還作戦」で初めて実戦投入され、拡散波動砲によって浮遊大陸ごとガトランティス艦隊を壊滅させる。しかし、1隻のカラクルム級戦闘艦が轟沈を免れており、地球へ帰還した艦のワープ座標をトレースされて地球圏への到達を許してしまう。
第5話では、地球から無断発進したヤマトを説得するために小惑星帯で接近するが、ヤマト乗員の古代進たちに説得を拒否されたため、やむなく一騎討ちとなったもののヤマトをいつでも撃沈できる状態で山南が古代たちの意を汲んで見逃す。
第18話では、都市帝国に対して波動砲による艦隊総攻撃をかけるも周囲の中性子ガスを取り払っただけで都市帝国本体に大したダメージを与えられず、逆に超重力に捉われてしまう。離脱を試みるも破滅ミサイルによって波動砲口を大破させられたうえ、機関出力が低下して引き込まれそうになったところをアポロノームに救われ、辛くも脱出に成功する。その後、地球・ガミラス連合艦隊に後を任せて戦線を離脱し、地球へ帰還する。
第21話では、時間断層工場にて修復とともに改装を施され、「ZZZ-0001 アンドロメダ改」として再出撃する。山南1人が乗り込み、多数の無人戦闘艦を率いて都市帝国直上から白色彗星中心核へ肉薄した際には猛攻を受けて満身創痍となるが、そこでレギオネル・カノーネによって破壊されていく惑星ゼムリアからの脱出を試みるヤマトを発見する。波動実験艦「銀河」のコスモリバースの支援を受けて増幅した波動砲によって白色彗星の重力源を破壊し、ロケットアンカーでヤマトを曳航して白色彗星から脱出するが、艦体の損傷が限界を迎えたためにヤマトを解放して艦体は火星の雲へ沈降し、爆発する。なお、山南は爆沈寸前に加藤三郎のブラックバードによって救出されており、重傷を負いながらも生還している。
艦長室には、ヤマトの初代艦長だった沖田十三のレリーフが祀ってあったが、のちに山南がヤマトへ譲渡している。
なお、アンドロメダの艦長について、シリーズ構成の福井晴敏が作成した初期の企画書では、「近藤」という新キャラクターが登場する予定だった。しかし、脚本の岡秀樹は、「新キャラクターを作ることにエネルギーを使うのであれば、既存のキャラクターを深めることに注いだ方がいい」と思ったことや、「将来的に山南がヤマトの艦長席に座る日が来るかもしれない」と感じ、その伏線のために山南をアンドロメダの艦長にすることを福井に提案し、採用されたという経緯がある。
アルデバラン
2番艦。『2202』『3199』に登場。艦長は谷鋼三。舷側に白いラインが入った紺色の艦体色をしている。なお、紺色の艦体色はスコードロンリーダー仕様とされる。『3199』ではマーキングがサービス・モードに変更され、舷側の白いラインや艦首の三角翼の塗装にも若干の変更が見られる。
『2202』では第2話で初登場。第17話・第18話において姉妹艦とともに土星沖海戦に参戦。同海戦で敗走した後、第21話で火星絶対防衛線にて交戦した後、第22話序盤において背景に中破状態で登場している。
『3199』第1話では対デザリアム作戦「オペレーションDAD」に参加し、火星軌道上から第28護衛隊の僚艦とともにグランドリバースに対して拡散波動砲を放つが、無効化されて火星防衛戦を突破されてしまう。
アキレス
4番艦。『2202』に登場。艦長は仁科鷲雄。舷側に白いラインが入ったアンドロメダに近い艦体色をしている。
劇中での出番は初登場時含め姉妹艦とほぼ同じ。第17話・第18話において姉妹艦とともに土星沖海戦に参戦。同海戦で敗走した後、第21話で火星絶対防衛線にて交戦するシーンで1カットのみ映っており、第22話序盤では左舷側艦橋構造物が損壊した状態で登場している。
『2205』では、第1話でヤマト新人技術科員の板東平次が「親父はアキレスで戦死した」と発言している。
アルフェラッツ
21番艦。『2205』『3199』に登場。艦体色はアンドロメダに近い。
ガトランティス戦役を生き抜いた一隻で、戦後に修繕され現役に復帰。第十一番惑星近海にてガトランティス艦隊の残骸（通称「ガトランティスベルト」）の監視任務を担当しているほか、太陽系外縁に位置するため他国からの領海侵犯を警戒するための巡視任務も行っている。なお、『2205』では僚艦の有無が不明だったが、『3199』ではパトロール艦、護衛艦と3隻で第11護衛隊を形成していることが明かされた。
『2205』では第十一番惑星宙域で第65護衛隊（ヤマト艦隊）が演習を行っているシーンにて背景に2カットのみ映っている。『3199』においても引き続き登場。第1話ではいつものように領海侵犯を行うボラー連邦艦隊と対峙していたが、乱入してきたグランドリバースによって僚艦ともども航行不能に陥る。第5話にて漂流中のところをヤマト艦隊に発見され、艦自体ではなく中にいる乗組員が脳にダメージを受けていたことが判明した。乗組員は検査のためヤマトに収容され、無人になったアルフェラッツは直後に襲来した戦艦グロデーズとの戦闘において、拡散波動砲による弾幕を張るのに利用される。その後、乗組員は治療のために補給母艦アスカで地球へ送り届けられることになり、アルフェラッツは同宙域に放置されることとなる。
なお、本艦は『2205』制作当初は登場予定はなかったが、アシェット・コレクションズ・ジャパンより展開されていた『宇宙戦艦ヤマト2202 ダイキャストギミックモデルをつくる』が延長となり、アンドロメダが販売されることになったものの、延長分の商品名が『2205』と銘打たれており、「『2205』のタイトルでアンドロメダを販売しているのに当の『2205』にアンドロメダ級が登場しないのはよろしくない」という話になり、急遽背景に登場させられることになったという経緯があり、前章公開時点では艦名は与えられていなかった。
アークトゥルスCXCI
『2205』最終話にて自動惑星ゴルバ内で確認されたアンドロメダ級の残骸。外観は初期型アンドロメダと同様で、艦名プレートには「ARCTURUS CXCI E.F.C.F. AAA-9207-2535」とあり、上記の命名規則に則れば、西暦2535年に建造されたアンドロメダ級の9207番艦を意味するものだった（加えて「CXCI」が番号あるいは世代を示す意味だとすれば、191番目あるいは191代目のアークトゥルスであるという可能性も高い）。この数字は『2205』時点で建造されていた艦数より遥かに大きい数字であり、デザリアムの正体は何なのかという謎を残して、『3199』への布石となっている。

## 派生艦・後継艦

### アンドロメダII
書籍『宇宙戦艦ヤマトメカニック大図鑑1』（バンダイ、1990年、ISBN 4-89-189115-7）pp. 32-33に掲載された、アンドロメダ級の発展型。デザインは宮武一貴。
アンドロメダ級の改良型で、艦首部が大幅に延長されているのが特徴。また、艦底部のタンクは省略され、艦後部にはエアインテークのような形状をしたものが確認できる。艦体の材質は低抵抗高剛性軽量テクタイト。
主機として超高推力コスモエンジンを1基、補機として大規模ワープエンジンを4基装備している。なお、波動エンジンを装備しているという記述は見られない。

武装は艦首と艦尾に拡散波動砲を2基ずつ、計4基装備している。主砲は4連装に強化され、後部主砲が1基減らされた代わりに艦底部に主砲が1基増設されている。

### しゅんらん（春藍）
PS2版『宇宙戦艦ヤマト イスカンダルへの追憶』『宇宙戦艦ヤマト 暗黒星団帝国の逆襲』『宇宙戦艦ヤマト 二重銀河の崩壊』に登場する、ゲームオリジナル艦（『イスカンダルへの追憶』では、ゲーム上ある条件を満たせば登場する）。デザインは宮武一貴。
艦級名は「戦略指揮戦艦アンドロメダ改級」。識別番号はBA1090062。上記の「アンドロメダII」をゲームソフト用に再構成を行ったものである。劇中では「アンドロメダの正当な後継艦」という立ち位置である。
波動エンジンを2基搭載し、これを並列配置しているため、後部は横に幅広い外見となっている。
兵装は、艦首拡散波動砲を2門の下に1門増設し、3門に増強している。設定画での名称は「改ヤマト型三連クラスター波動砲」とされている。主砲塔は四連装のものを前部に2基、後部に2基、艦底に1基の計5基配置しており、第2主砲後部と艦橋後部の両舷に1基ずつ計3基の四連装副砲塔も装備している。そのほかの武装としては、「側方近接ミサイルランチャー」「下方対艦ミサイルランチャー」「対空防衛ミサイルランチャー」「3連ガトリングミサイル」がある。高い指揮能力を持ち、複数の自動超弩級戦艦を管制することも可能という設定になっている。ただし、ゲームシステム上では武装などは調整されている。各武装120%の攻撃補正がある。
西暦2202年時における地球防衛軍の新型戦艦で、連合艦隊の旗艦。暗黒星団帝国襲来の際には第七艦隊とともに外宇宙航海中だったため難を免れ、艦長および艦隊指揮官を務める山南の下、ヤマトに同行して活躍する。劇中では、波動エンジンへの干渉によって各艦が十分なエネルギーを得られない中、波動エンジンを２基搭載していたしゅんらんは、拡散波動砲の発射に成功し、暗黒星団帝国の艦隊に大穴を開けている。この時、指揮官ミヨーズ大佐は「ヤマト以上の脅威」として認識し、優先して撃破するように下命していた。
なお、艦名はアンドロメダの初期名案に由来する。

### ネメシス
PS2版『宇宙戦艦ヤマト 二重銀河の崩壊』に、ゲーム上の条件を満たすと登場する、改アンドロメダ級2番艦。
主機に波動エンジン1基、補助エンジン4基搭載と、艦型は初代アンドロメダとほぼ同じ。艦首に装備された2門の波動砲が拡散型ではなく収束型である事、両舷の副砲がミサイルランチャーに換装されている点を除けば、同型艦と言っても良い。

### スーパーアンドロメダ級
『宇宙戦艦ヤマト 復活編』に登場するアンドロメダ級の発展型。

### 空母型
『宇宙戦艦ヤマト2202 愛の戦士たち』に登場するアンドロメダ級の派生型。空母部分のデザイン担当は小林誠、舷側と艦底の艦載機発艦口のデザイン担当は高倉武史。カラーリングは小林が担当。
ヤマト航空隊の運用実績を鑑みて誕生したという設定の、艦橋部を艦載機発着区画に改造した艦。初期に登場するアンドロメダ級5隻のうち2隻がこの型である。艦名は、3番艦「AAA-3 アポロノーム」と5番艦「AAA-5 アンタレス」。
司令塔上部が艦載機発着区画として左右および後方へ大きく広がっており、斜め前方に向けた発艦口が計24個設置されている。また、一部武装が撤去されて主船体内の格納スペース拡張に充てられており、主船体にも艦載機の発進口が設けられている（戦艦型で両舷の短魚雷発射管と艦底のタンク状構造物取り付け部分に相当する位置。片舷あたり上下各3か所ずつ）。
武装は、司令塔改造のために後部主砲塔と拡散型パルスレーザー砲、格納庫拡張のために両舷の短魚雷発射管と多連装ミサイル発射機がそれぞれ撤去されている。その代わり、司令塔側面に大型魚雷発射管を18門追加装備している。
艦載機は、10個航空隊に相当する180機の戦闘機と、戦艦型と同じく偵察機・輸送機・内火艇を搭載している。

#### 劇中での登場（空母型）
アポロノーム
3番艦。第2話から登場。艦長は安田俊太郎。舷側に白いラインが入った紺色の、アルデバランと同じ艦体色をしている。
第18話で都市帝国の超重力に捉われて引き寄せられた際、敵の破滅ミサイルに被弾して甚大な損傷を受け、生還期し難いことを悟った安田の判断で、同じように引き寄せられていたアンドロメダを救うべく、持てる全ての推力で同艦を押し出した後、力尽きて彗星に落下していくところへ後続の破滅ミサイルを受けて爆沈する。
アンタレス
4番艦。第2話から登場。艦長は富山繁。舷側に白いラインが入った、アキレスと似たカラーリングをしているが、アンドロメダやアキレスに比べると若干艦体色が明るい。
第19話で機関が停止して都市帝国内部へと沈んでいくヤマトから脱出した艦載機群を収容する。第21話では大破した状態でパトロール艦に曳航されている姿が確認できる。

### アンドロメダ改
『宇宙戦艦ヤマト2202 愛の戦士たち』に登場するアンドロメダ級の改良艦。改良された波動砲部分のデザイン担当は玉盛順一朗、カラーリング担当は小林誠。
型式は「ZZZ-0001」で、ZZZは「ZERO ZERO ZERO」の略とされている。土星沖海戦で敗走し、波動砲口周辺を中心に大きな損傷を受けたアンドロメダが、時間断層の工場にて補修・改装を受けて生まれ変わった艦である。
基本形状はアンドロメダと同じであるが、波動砲は砲口内にスプリッター（ドレッドノート級の波動砲に装備されている仕切り板）を増設した四連装拡散波動砲として強化されたうえ、舷側の魚雷・ミサイル発射管は大量のパルスレーザー砲に換装されている。
有人操艦も難しいほどの自律操艦能力を持つ高機動戦闘システムの試作型であり、艦体各所に高機動ノズルが増設されている。
艦のカラーリングはヤマトと同じ上部が軍艦色、下部が赤のツートンカラー。
無人運用を想定されていたが、無人運用の危険性を回避するべきという山南の意見を反映し、1名だけが強化服を着用して乗艦するようになっている。
劇中での活躍は#劇中での登場 (2202)を参照。
本艦は元々の脚本には存在していない。脚本では、アンドロメダは第20話時点で時間断層での修理を終えて戦線に復帰し、銀河やバレル艦隊とともに戦っており、第21話で白色彗星より出現した都市帝国の反撃を受けて再度大破。山南以外の乗組員が退艦したところでヤマトを発見し、満身創痍のまま単艦で都市帝国へ突入するという展開だった。
本艦の出自に関する設定はスタッフ間で食い違いがあり、公式設定では上記のとおり「アンドロメダの改装艦」とされているが、副監督の小林誠は「アンドロメダ改は船籍の無かった試作艦（0番艦）に『アンドロメダ』の名前を与えたもので、それ以前のアンドロメダは別個の艦（従来のアンドロメダは廃艦処分）」という設定を（勝手に無視されたとも）自身のツイッター上で主張していた。プラモデル「1/1000 地球連邦 アンドロメダ級DX」に同梱されている小林編纂のリーフレットでは、冒頭ページに「このドキュメントは作品世界を解析するものではない」（原文ママ）という注釈が添えられているものの、試作艦というアニメとは異なる設定が記載されている。

### 自律無人戦闘艦BBB アンドロメダブラック
『宇宙戦艦ヤマト2202 愛の戦士たち』に登場するアンドロメダ級の派生型。カラーリング担当は小林誠。
想像以上に強大なガトランティスの軍事力に直面した地球が、アンドロメダ級の大量生産に踏み切った中で生み出された無人戦闘艦型。艦橋内にはブラックアナライザーが設置されている。
識別番号は「BBB」（トリプルビー）で、これは「BLACK BERSERK BATTALION（黒色狂戦士大隊）」を略したものとされる。
兵装は他のアンドロメダ級と同じであるが、艦載機は搭載されていない。それに加え、高機動ノズルが艦体各所に増設されており、魚雷艇に匹敵する激しい機動が可能となっている。
艦体色は黒で、一部にオレンジ色のラインがあるほか、ドクロのマーキングと、英文（旧約聖書詩篇23篇4節）が艦体側面に描かれている。
第20話から登場。先行量産型の本型が地球から大量に出撃していくが、彗星内部への短距離ワープによる強行突入を行ったものの全滅した模様。第21話では、アンドロメダ改を旗艦とした艦隊が彗星直上へワープアウトし、カラクルム級による体当たりで数隻が撃沈される中で波動砲の斉射を行うが効果を得られず、最終的にアンドロメダ改を残して全滅する。
元々の脚本には存在していない。

### 航宙戦闘母艦CCC
『宇宙戦艦ヤマト2202 愛の戦士たち』に登場するアンドロメダ級の派生型。デザイン担当は小林誠。
アンドロメダ級空母型のガミラス軍ライセンス生産型。識別番号は「CCC」で、これは「CRIMSON CAMARADERIE CARRIER（友情の紅い空母）」の略とされている。「CCC-01 ノイ・バルグレイ」以下、「ノイ・シュデルグ」「ノイ・ランベア」「ノイ・ダロルド」の4隻が先行して建造され、空母打撃群を編成している。
アンドロメダ級空母の基本構造に変更はないが、航空管制用電子装備や操艦システムなどはガミラス様式のものに換装されている。
地球のアンドロメダ級空母との外観上の違いは、艦橋上部に設置されたガイペロン級と同形状のアンテナ、アンドロメダ改と同形状となっているスラスター、およびカラーリングのみ。
艦体色は赤と黒の2色で、艦体各所には金でガミラスの紋様が描かれている。
搭載機は赤く塗装された戦闘機デバッケ・雷撃機ドルシーラ・重爆撃機ガルントIIの3種。いずれも格納庫内ではなく波動防壁に保護された甲板天面に係留されており、発艦時は母艦が慣性制御を切ったうえで急降下することで発艦するという独特の方式を取っている。また、第22話では次元潜航艦を4隻載せている姿がわずかに映る。
第20話から登場し、火星絶対防衛線でガトランティス艦隊と交戦する。
最終決戦時にはローレンバレルの艦隊に所属してガトランティス艦隊と交戦、劇中で「ノイ・ダロルド」がゴストーク＝ジェノサイドスレイブの船体下部の大型フィンに飛行甲板を引き裂かれて損傷している描写が確認できる。「ノイ・バルグレイ」は損傷しつつも生還したがほかの艦の安否は不明。
元々のシナリオに存在していたものではなく、アンドロメダ改のカラーリングについて監督の羽原と副監督の小林が検討中、塗り分け案のひとつとして挙げられたものがガミラスっぽいということで話題が膨らみ、本艦の設定が誕生したと言われている。また、本編登場より前に小林はヤマトシリーズとは直接関係のない自身の連載作品『飛ぶ理由』で本艦を登場させており（設定は本編とは若干異なる）、その当時に掲載されたプラモデル改造作例が本編の3Dをモデリングする際の基にもなっている。

### AAAアドバンスドステージ
『宇宙戦艦ヤマト2202 愛の戦士たち』に登場するゲストメカの総称。
プラモデル「アンドロメダ級DX」での解説では、AAAの5番艦「アンタレス」からBBB「アンドロメダブラック」までの間に建造された、実験色の強い試作艦とされている。型式は「AAA」を引き継いでいるが、形状は戦艦型とも空母型とも異なる。
いずれも劇中では第21話における時間断層から出撃するシーンで初登場。白色彗星の地球侵攻の時点で撃沈されていた模様で、第24話では残骸となって登場する。

#### アマテラス
デザイン担当はやまだたかひろ。
アンドロメダ級6番艦。多数の主砲を搭載した砲艦で、敵部隊に単独で強襲を仕掛け、さらには波動防壁をまとった艦首の衝角での体当たり攻撃を行う。
司令塔が低く、後方にずらされており、前部甲板3基と両舷6基の計9基の前方に指向した主砲塔を装備。後部甲板の1基も合わせると全部で10基30門の主砲を備えている。艦首の形状は重厚になり、両舷の安定翼の形状も異なっている。

#### ラボラトリー・アクエリアス / アクエリアス
デザイン担当は小林誠。
アンドロメダ級7番艦および8番艦。アンドロメダの司令塔部分を銀河とほぼ同形状のものに置き換えた艦である。司令塔が前後に厚いため、空母型と同じく後部主砲塔は1基減らされている。それ以外の大きなデザインの変更点はない。劇中に登場するのは8番艦の方のみである。
小林の独自設定では、元々7番艦が「アクエリアス」の艦名を与えられる予定だったが、古代アケーリアス文明の調査のために「ラボラトリー（研究所）・アクエリアス」と名を変えて長期探査航海に旅立ち、続く8番艦が「アクエリアス」の名称を引き継いだとされている。なお、ラボラトリー・アクエリアスの設定・デザインは小林が自身の連載作品である「飛ぶ理由」で創作・発表したものであり（解説文章もほぼ流用）、プラモデル「1/1000 アンドロメダDX」のリーフレットにはその模型作例にさらに改造を加えたものが掲載されている。

#### ガミラスメイド
デザイン担当は小倉信也。
アンドロメダ級9番艦〜11番艦で、ガミラスによる設計の艦。艦名はそれぞれ「AAA-009 L'Androméde（ランダルミーデ）」「AAA-010 Vem Heidern（ヴェム・ハイデルン）」「AAA-011 Dels Gardola（デルスガドラ）」。総称については、公式の設定資料集では「ガミラスメイド」という名称が用いられており、小倉は本型最初の艦から取って「ランダルミーデ級」と称している。
デザインは、全体的にはアンドロメダのシルエットこそあるが、細部の形状はガミラス艦の意匠を大量に取り入れた全く異なるものとなっている。艦体色は緑色。舷側のバルジ部分にはガミラスの「目玉」が追加されている。艦尾メインノズル周辺はガイデロール級とメルトリア級を組み合わせた感じの形状をしており、各部の翼・フィンはガミラス艦のものに近くなっている。外観上の武装は全てガミラスの形状のものとなっており、両舷の亜空間魚雷発射機はカノン砲塔に置き換えられ、司令塔基部両舷にはデストリア級のものと同デザインのカノン砲も備わっている。